# 九龍大眾浪漫
《九龍大眾浪漫》是眉月啍創作的戀愛題材日本漫畫，開始連載於《週刊YOUNG JUMP》2019年第49號，單行本已發行10冊。眉月啍《愛在雨過天晴時》完結後的新作品。故事以香港九龍城寨為主題，講述住在當地的人們的生活。
2024年10月宣布將於2025年改編為電視動畫及真人電影。

## 登場人物
鯨井令子（聲：白石晴香）
一名32歲的女性。在九龍寨城一家房地產公司的分公司「旺來置業有限公司」工作。對過去的一切沒有記憶。她對工藤有感情，同時在楊明面前發誓要成為「絕對的自己」並想要離開九龍。後來於汪醫師和鼬瓏的對談以及相關病例中得知過去身為鯨井B的她曾有失眠症，在8月31日當時因過度服藥自盡而死。
工藤發（聲：杉田智和）
34歲的男性。他在「旺來置業有限公司」工作。過去，他和一位與令子有著相同外表和名字的女人（鯨井B（聲：山口由里子））訂婚了。
蛇沼三幸（聲：置鮎龍太郎）
蛇沼製藥的社長。兼任剛在九龍寨城新開設的蛇沼整形診所院長，對於鯨井沒有過往記憶的一切感興趣，由於身上有兩個性器官所以是汪醫師診所的常客，為少數知道九龍寨城的秘密之人，故事後期揭示他也是第二九龍城寨出身的居民之一，並被稱呼為浩然，跟身為蛇沼集團領導人的父親（聲：三木真一郎）非親生關係，過去由於身為舞者的母親體弱多病而答應以成為蛇沼當家的養子為代價換取治療母親的機會，但卻為時已晚。在後悔之下想以九龍寨城的秘密試圖向蛇沼當家復仇，故事後期因知情的僕人說當家罹患失智症而放棄復仇。
陶鈞（聲：坂泰斗）
前喫茶店金魚茶館的服務員。曾經幫工藤發以及鯨井B拍過照片，但在某天突然間辭退店內工作，跟蛇沼有著不尋常的感情。過去偶然在某間酒吧遇到蛇沼，之後來到愛情旅館共度一夜後發現其秘密，蛇沼形容他是人生第一位不會過問其性別的男性。與蛇沼相同為少數知道九龍寨城的秘密之人，曾提過在那個九龍有與他一模一樣的人、並覺得他現在所見到的九龍寨城與過去的有些異樣感，由於對當地幻影中來路不明的食物帶有警戒心故自己準備糧食。
楊明（聲：古賀葵）
令子的朋友。27歲，本名王楊明，她靠著用縫紉機製作、縫紉物品為生。過去曾經是一位受母親楊麗（聲：園崎未惠）影響的電影演員，故事半年前在某個機緣下做了全身改造手術同時拋棄掉過去，並在三月份晚上來到九龍寨城八號房居住。由於是全身整形的改造人所以對外表像鑽石的氧化鋯有一定感情，帶令子去市區時起初不相信別人說他自己住的九龍寨城為幻影，直到原本的居民陳先生指點以及與鼬瓏在網路聊天室的對談下得知其一切，雖然發現異樣感但在茶館內喝下冰咖啡後由於被九龍吞噬，一度沒能說出外面世界的真相，在一時吃下鼬瓏給的糖果後想起一切，決定要面對自己並出外與母親對談之際變得再也看不到幻影。
小黑（聲：鈴代紗弓／齊藤壯馬（男性姿態））
住在九龍南頭街的身材嬌小的女子。性格開朗，經常到處租屋與打工，喜歡服裝設計。實際上是一名個子高削留著鍋蓋髮型的男生，平常在九龍寨城負責定期消防安檢，受蛇沼集團的當家委託要來此殺掉複製品鯨井並定時回報情況，然後在寨城裏面外表看似女孩子的他是三年前的模樣，只有阿鈞等少數人知道。在對自己過往的回憶釋懷之後離開，但也因此看不到其幻影。
鼬瓏（聲：河西健吾）
與蛇沼三幸一起合作進行地球子星計畫的銀髮男子。知道九龍寨城背後真實的秘密，同時也是地球子星計畫的技術人員之一，但實際上本人看不見複製出來的寨城景象，後來對某件事後悔時一度成功進入過。
老周（聲：花輪英司）
原第二九龍寨城居民之一。
老金（聲：杉崎亮）
原第二九龍寨城居民之一。
陳先生（聲：山本兼平）
原第二九龍寨城居民之一。過往在閒暇時與老周和另外兩人一起打麻將，曾被開診所的三幸當作是「在複製的第二九龍寨城中生活的複製品無法同時從外面世界進來的本尊共存」的其中一個試驗品。其本尊曾親眼見證第二九龍寨城拆除的過程，目前正住在香港市區，並給予對此困惑的楊明一些相關指點。
汪醫師（聲：仲野裕）
開設在第二九龍寨城內的「汪醫師診所」的主治醫生。
Success（聲：吉岡里帆）
鯨井令子在路邊攤買的紅色金魚。

## 故事背景
九龍寨城
主角們所居住，曾經存在過的香港住宅區，當地居民曾說這裡將會拆除。隨著劇情演進下，鼬瓏表示說此處有分成三種不同時期的九龍寨城，而故事開始之際的九龍寨城似乎是虛擬影像，只有部分曾住在這裡的居民以及少數外人能看的見，而外人實際看到的為已經成為廢墟的第二九龍寨城。而要看的見該幻影的特殊條件為「對人生某件事或回憶感到後悔」並能藉此進去裡面，同時不能吃在幻影內產生的食物，否則會被其吞沒。
地球子星計畫

## 創作
眉月表示她很喜歡九龍城寨這個主題，在中學時期玩過的《九龍風水傳》（クーロンズ・ゲート）是她初次認識九龍城寨。她早在5年前仍在連載《愛在雨過天晴時》時，已經打算畫一部以九龍城寨為主題的作品。

## 出版書籍
| 卷數 | 集英社         | 集英社                 | 東立出版社     | 東立出版社             |
| 卷數 | 發售日期       | ISBN                   | 發售日期       | ISBN                   |
| ---- | -------------- | ---------------------- | -------------- | ---------------------- |
| 1    | 2020年2月19日  | ISBN 978-4-08-891488-6 | 2021年2月25日  | ISBN 978-957-26-5849-9 |
| 2    | 2020年7月17日  | ISBN 978-4-08-891532-6 | 2022年6月2日   | ISBN 978-957-26-5850-5 |
| 3    | 2020年11月19日 | ISBN 978-4-08-891728-3 | 2022年8月11日  | ISBN 978-957-26-8114-5 |
| 4    | 2021年2月19日  | ISBN 978-4-08-891829-7 | 2023年10月13日 | ISBN 978-626-347-233-4 |
| 5    | 2021年6月18日  | ISBN 978-4-08-892012-2 | 2024年12月19日 | ISBN 978-626-347-234-1 |
| 6    | 2021年11月19日 | ISBN 978-4-08-892131-0 | 2025年6月23日  | ISBN 978-626-02-4519-1 |
| 7    | 2022年5月18日  | ISBN 978-4-08-892271-3 |                |                        |
| 8    | 2022年12月19日 | ISBN 978-4-08-892433-5 |                |                        |
| 9    | 2023年10月19日 | ISBN 978-4-08-892863-0 |                |                        |
| 10   | 2024年10月18日 | ISBN 978-4-08-893267-5 |                |                        |
| 11   | 2025年4月17日  | ISBN 978-4-08-893715-1 |                |                        |

## 電視動畫
2024年10月宣布本作動畫化的消息，動畫於2025年4月至6月播放。

### 制作人员
- 原作：眉月啍（集英社 YOUNG JUMP COMICS刊）
- 导演：岩崎良明
- 剧本统筹、剧本：田中仁
- 角色设计：柴田由香
- 总作画导演：竹本佳子、中谷友纪子
- 美术監督：金子雄司
- 服装设计：平泽见弘
- 道具设计：岩永悦宜
- 色彩设计：松山爱子
- 摄影監督：今泉秀树
- 音响导演：明田川仁
- 音乐：佐高陵平
- 动画制作：Arvo Animation
- 出品：九龙大众浪漫制作委员会

### 主題曲
片頭曲
演唱、作曲：星期三的康帕内拉，作词、作曲、编曲：
片尾曲
演唱、作词、作曲：Mekakushe，编曲：佐高陵平

### 各话列表
| 话数   | 分镜     | 演出               | 作画監督 | 總作画監督           | 首播日期      |
| ------ | -------- | ------------------ | --- | -------------------- | ------------- |
| 第1话  | 岩崎良明 | 川口太诗           | 阪口诗织、高桥宏郁                                                                                                 | 竹本佳子、中谷友紀子 | 2025年 4月5日 |
| 第2话  | 岩崎良明 | 川口太诗           | 阪口詩織、高橋宏郁、Hwang you-seon                                                                                 | 竹本佳子、中谷友紀子 | 4月12日       |
| 第3话  | 宮崎渚   | 北川正人           | 阪口詩織、高橋宏郁、Yeo jeong-min、Hwang you-seon                                                                  | 竹本佳子、中谷友紀子 | 4月19日       |
| 第4话  | 宮崎渚   | 北川正人           | 關藤寬生、能地清                                                                                                   | 竹本佳子、中谷友紀子 | 4月26日       |
| 第5话  | 宮崎渚   |                    | 柴田由香、木下由衣                                                                                                 | 柴田由香             | 5月3日        |
| 第6话  | 宮崎渚   | 川口太詩           | 阪口詩織、關藤寬生、高橋宏郁                                                                                       | 竹本佳子、中谷友紀子 | 5月10日       |
| 第7话  | 宮崎渚   | 黑瀨大輔           | 能地清、松本勝次、尘葬、王佳欣、阿伟                                                                               | 竹本佳子、中谷友紀子 | 5月17日       |
| 第8话  | 二瓶勇一 | 吉田俊司           | 野口智也、臼井里江、松井瑠生、安藤勘作、西村侑季                                                                   | 竹本佳子、中谷友紀子 | 5月24日       |
| 第9话  | 宮崎渚   | 北川正人           | 稻垣茉莉子、森悅史、王佳欣                                                                                         | 竹本佳子、中谷友紀子 | 5月31日       |
| 第10话 | 二瓶勇一 | 吉村朝陽           | 橋本穗高、齋藤大輔、安藤勘作、山道到威、松井瑠生、齋藤茉莉、大原大、高橋香織、杭州神在动画、LIKAI STUDIO、西村侑季 | 竹本佳子、中谷友紀子 | 6月7日        |
| 第11话 | 宮崎渚   | 川口太诗           | 阪口詩織、高橋宏郁、西村侑季                                                                                       | 竹本佳子、中谷友紀子 | 6月14日       |
| 第12话 | 宮崎渚   | 黑瀨大輔           | 高橋宏郁、阪口詩織、西村侑季、秋眠、刘佳、槐夏、王佳欣、徐濟强、刘海林、汤伟鑫                                     | 竹本佳子、中谷友紀子 | 6月21日       |
| 第13话 | 宮崎渚   | 岩崎良明、北川正人 | 關藤寬生、稻垣茉莉子、小澤和則、阪口詩織、高橋宏郁、西村侑季、Jiaxin Wang                                          | 竹本佳子、中谷友紀子 | 6月28日       |

### BD
| 卷數 | 發售日期          | 收錄話數     | 規格編號   | 規格編號                            |
| 卷數 | 發售日期          | 收錄話數     | 特裝限定版 | 九龍謹製水餃子附套組 完全數量限定版 |
| ---- | ----------------- | ------------ | ---------- | ----------------------------------- |
| BOX  | 2025年9月24日預定 | 第1話—第13話 | BCXA-1998  | BCXA-1999                           |

## 真人電影
改編真人電影預計於2025年8月29日上映。由吉岡里帆與水上恒司雙主演。

### 演員列表
- 鯨井令子：吉岡里帆
- 工藤發：水上恒司
- 蛇沼三幸：龍星涼[11]
- 陶鈞：柳俊太郎[11]
- 楊明：梅澤美波（乃木坂46）[11]
- 小黑：花瀬琴音[11]
- 鼬瓏：曾少宗[11]
- 「CLUB萬⾥」的媽媽桑：Sahel Rosa
- 蛇沼製藥的宣傳人員：關口Mandy
- 老李：山中崇
- 老周：嶋田久作

### 製作人員
- 原作：眉月啍《九龍大衆浪漫》（集英社〈YOUNG JUMP COMICS〉刊）
- 導演：池田千尋
- 劇本：和田清人、池田千尋
- 配樂：小山繪里奈
- 主題曲：Kroi「HAZE」（IRORI Records / PONY CANYON INC.）[12]
- 制作公司：ROBOT
- 企劃・發行商：萬代南夢宮影像製作

## 迴響
截止至2021年3月12日，本作的單行本銷量已突破40萬冊，單行本至第四冊也全數再版。
獲獎與入圍項目方面，於《這本漫畫真厲害！2021》排名男生篇第3位。2023年7月在日本博覽會獲頒金達摩獎最佳愛情漫畫獎。

## 外部連結
- 《九龍大眾浪漫》的官方網路連載網站（日語）
- 《九龍大眾浪漫》和《愛在雨過天晴時》的X（前Twitter）（日語）
- 『九龍大眾浪漫』雙改編 官方網站（日語）
  - 九龍大眾浪漫的X（前Twitter）
  - 九龍大眾浪漫的Instagram帳戶
  - 九龍大眾浪漫的TikTok